# Parish of Saint Elizabeth
Parish of Saint Elizabeth (engelska: St. Elizabeth) är en parish i Jamaica. Den ligger i den västra delen av landet, 100 km väster om huvudstaden Kingston. Antalet invånare är 145 409. Arean är 1 212 kvadratkilometer.
Följande samhällen finns i Parish of Saint Elizabeth:
- Santa Cruz
- Bull Savanna
- Black River
- Malvern
- Lacovia
- Balaclava
- Siloah
- Southfield
- Nain
- Alligator Pond
- Maggotty